# 议会 (特克斯和凯科斯群岛)
特克斯和凱科斯群島议会（英語：House of Assembly）是英国海外领地特克斯和凯科斯群岛的立法机关。议会实行一院制，由21名议员组成，包括15名民选议员、3名当然议员和3名指定议员。每届民选议员任期4年。现任议长是罗伯特·霍尔。它原名特克斯和凯科斯群岛立法委员会，2006年8月9日改用现名。